# WNA (Grab)
WNA bezeichnet ein hoch gelegenes altägyptisches Felsengrab in der Nekropole von Deir el-Bahari, etwa 750 m westlich von DB/TT320, der Cachette von Deir el-Bahari. Das Entdeckungsdatum ist unbekannt. Erforscht wurde das Grab 1931/1932 von Claude Robichon, der eine Rohskizze des Grundrisses anfertigte. Gemäß seinen Aufzeichnungen besteht Grab WNA aus einer Treppe (A), einem großen Raum (B) und einem Nebenraum (C). Bei seiner Ausgrabung fand er zahlreiche Mumien aus griechisch-römischer Zeit.
Das Grab liegt, wie das der Königin Hatschepsut im Tal der Könige (KV20), relativ hoch und wird deshalb von den Einheimischen „das hängende Grab“ genannt. Joseph Bonomi beschrieb die Anlage:

„Das höchste Grab, ganz oben im Berg, groß und geräumig; genannt el-Maaleg, weil es so hoch liegt, daß es in der Luft zu hängen scheint.“

Für wen dieses Grab geschaffen wurde, ist nicht bekannt. Vermutet wurde, dass es das Grab von Ahmose Inhapi, einer vermutlichen Nebengemahlin von Seqenenre sein könnte. Auf Mumien-Etiketten von beispielsweise Ramses I., Ramses II. oder Sethos I., die nach DB320 gebracht wurden, wird das Grab von Ahmose Inhapi mit dem Wort kay (q3y) beschrieben, was „hoch gelegener Ort“ bedeutet. Deshalb ging man davon aus, dass es sich nur um ein hoch gelegenes Felsengrab handeln kann. Erhart Graefe hingegen übersetzt q3y mit „Hügel“ und sieht die Lage des Bergäbnisortes in der Nekropole von Dra Abu el-Naga statt in Deir el-Bahari.